# Loudoun Valley Estates
Loudoun Valley Estates – jednostka osadnicza w Stanach Zjednoczonych, w stanie Wirginia, w hrabstwie Loudoun.